# Toužim
Toužim (německy Theusing) je město v okrese Karlovy Vary v Karlovarském kraji. Nachází se v Tepelské vrchovině, 36 kilometrů jihovýchodně od Karlových Varů a 51 kilometrů severozápadně od Plzně. Protéká jí řeka Střela a v okolí města se nachází množství rybníků.
Toužim je největším a nejvýznamnějším hospodářským a sídelním střediskem jižní části okresu Karlovy Vary. Má status města a je obcí s pověřeným městským úřadem. Žije zde přibližně 3 500 obyvatel.

## Název
Název města je odvozen z osobního jména Túžim ve významu Toužimův dvůr. V historických pramenech se jméno objevuje ve tvarech: Tuzyn (1354), Tussim (1357), Tuzim (1369–1399), Tussin (okolo roku 1405), zu Teussee (1475), „výsady městečka Túžimi“ (1481), Tauzim (1538), na Tauzymi (1558), Taužijm (1567), Teußingen (1598) a Tehusing nebo Tauřin (1847).

## Historie
Místo bylo osídleno pravděpodobně na přelomu 12. a 13. století, při kolonizaci horního povodí Střely. První písemná zmínka je z roku 1354, kdy je zde připomínáno proboštství s kostelem svatého Jana Křtitele v majetku milevských premonstrátů. Tomu pravděpodobně předcházel kolonizační dvorec šlechtice Jiřího z Milevska, který zřejmě daroval nebo odkázal jím založenému klášteru v Milevsku. Toužim byla od počátku až do konce feudalismu správním centrem toužimského panství. Opevněného proboštství se za husitských válek zmocnili (kolem 1429) a pak i zástavně drželi (1437–1488) kališničtí rytíři z Vřesovic. Ti proboštství přestavěli na gotický hrad. U hradu byla v roce 1469, po neúspěšném obléhání pány z Plavna, útvinskými měšťany založena osada a na ní privilegiem panovníka Jiřího z Poděbrad dne 8. července 1469 přenesena městská práva tehdy zaniklé Útviny. Kromě toho král povolil Janovi z Vřesovic nové městečko opevnit.
Město získali do zástavy (1489) a posléze od milevského kláštera do dědičné držby (1538–1565) katoličtí páni z Plavna, kteří dali hrad přebudovat na renesanční zámek. Toužim stala jejich hlavní venkovskou rezidencí a centrem správy rozsáhlého majetku. Panství roku 1560 zahrnovalo 32 vsí, města Toužim a Krásné Údolí a městečko Útvina. Také rozšířili městská práva: 1500 (nový znak a pečetění červeným voskem, vybírání cla a druhý výroční trh), 1536 (pivovárečný monopol). Na rozvoj města, obchodu i řemesel měl velký vliv také rozmach hornictví v Krušnohoří a ve Slavkovském lese.
Za Lobkoviců z Hasištejna (1565–1623) se rozvoj města utlumoval, panství s městem bylo Lobkovicům dočasně zkonfiskováno, v roce 1623 pak nuceně odprodáno katolickému císařskému vojevůdci, sasko-lauenburskému vévodovi, Juliovi Jindřichovi. Ten městu sice odpíral některá práva, ale ochránil jej před drancováním za třicetileté války. Vévodský dvůr podnítil rozvoj umění a uměleckých řemesel. Po přenesení rezidence a vrchnostenské správy do Ostrova začal úpadek města, oživení za vlády markrabat bádenských (1689–1789). Dále bylo panství s městem v držení panovníka, v roce 1837 jej vydražili vévodové Beaufort-Spontin. Po skončení feudalismu se město nestalo sídlem státních orgánů.
Obyvatelé města se živili řemesly a obchodem, většina z nich však současně provozovala i zemědělství (za městem stávaly Stodoly – stodolní čtvrť). Obchodovalo se na tržišti na náměstí, při týdenním čtvrtečním trhu a při výročních trzích. Řemeslnické cechy v Toužimi: cech sladovníků (1485), spojený cech kovářů, kolářů a bednářů (1563), obuvníků (1629), krejčích (1638), hrnčířů (1654), zedníků (1655), řezníků (1655), tkalců (1670), soukeníků (1687), kovářů a kolářů (po roce 1690), truhlářů, zámečníků a pekařů.
V 19. století se rozvinulo obuvnictví, na které navázaly dvě malé obuvnické továrny. Železnice vybudovaná v roce 1898 podpořila další rozvoj menšího průmyslu (parní pivovar, pila, mlýn, kamenolom).
Po roce 1945 došlo, podobně jako jinde v českém pohraničí, k vysídlení německého obyvatelstva. V roce 1949–1960 byla Toužim sídlem okresu (nejmenší okresní město v Československu). To přispělo k rozvoji města a jeho růstu, vybudovány nové průmyslové podniky (STS, OZAP, Triola), rozšířena pila. Toužim se stala sídlem spotřebního družstva Jednota s velkoskladem a Oblastního podniku služeb Toužim. Zemědělskou velkovýrobu rozvíjel místní státní statek. Pro zaměstnance nových podniků bylo severně od historického jádra vybudováno panelové sídliště s občanskou vybaveností.
V letech 2012 až 2013 probíhala rekonstrukce náměstí Jiřího z Poděbrad. Byly odstraněny původní historické i novodobé povrchy, položena nová žulová kamenná dlažba, zbudována byla nová parkoviště pro automobily, lavičky, stožáry pro osvětlení a také socha Jiřího z Poděbrad. Slavnostní otevření proběhlo 4. prosince 2013. Původní cena byla 38 588 568 Kč, ale náklady nakonec dosáhly 41 696 876 Kč. Rozpočtová cena byla 67 774 187 Kč.

## Obyvatelstvo
Při sčítání lidu v roce 1921 ve městě žilo 2 017 obyvatel (z toho 981 mužů), z nichž bylo jedenáct Čechoslováků, 1 981 Němců a 25 cizinců. S výjimkou deseti evangelíků a 41 židů se hlásili k římskokatolické církvi. Podle sčítání lidu z roku 1930 mělo město 1 933 obyvatel: 31 Čechoslováků, 1 896 Němců, jednoho Žida a pět cizinců. Převažovala římskokatolická většina (1 889 lidí) a kromě ní ve městě žili čtyři evangelíci, dva členové církve československé, 31 židů a sedm lidí bez vyznání.
| Rok            | 1869  | 1880  | 1890  | 1900  | 1910  | 1921  | 1930  | 1950  | 1961  | 1970  | 1980  | 1991  | 2001  | 2011  | 2021  |
| -------------- | ----- | ----- | ----- | ----- | ----- | ----- | ----- | ----- | ----- | ----- | ----- | ----- | ----- | ----- | ----- |
| Počet obyvatel | 2 204 | 2 158 | 2 242 | 2 130 | 2 155 | 2 017 | 1 933 | 1 092 | 1 642 | 2 526 | 3 060 | 3 159 | 3 090 | 2 893 | 2 699 |
| Počet domů     | 306   | 302   | 315   | 316   | 315   | 319   | 332   | 254   | 255   | 260   | 276   | 303   | 322   | 373   | 401   |

## Městská správa

### Místní části
- Bezděkov
- Branišov
- Dobrá Voda
- Dřevohryzy
- Kojšovice
- Komárov
- Kosmová
- Lachovice
- Luhov
- Nežichov
- Políkno
- Prachomety
- Radyně
- Smilov
- Toužim
- Třebouň

### Městské symboly
Znak města je historický, vlajka byla městu udělena rozhodnutím předsedy Poslanecké sněmovny Parlamentu České republiky dne 22. října 2008.

## Hospodářství
V Toužimi se nachází několik průmyslových podniků (např. OK STS Toužim, Obchodní zařízení Toužim, Elektromodul, ARTIFEX INSTANT) a dalších firem (např. JEDNOTA SD v Toužimi, APSA, středisko Krajské správy a údržby silnic Karlovarského kraje, středisko Vodárny a kanalizace Karlovy Vary s ČOV, rozvodna a školící středisko ČEZ Distribuce). Z občanské vybavenosti je zde pošta, služebna Policie ČR, pracoviště Úřadu práce ČR, banky s bankovními automaty, řada obchodů a nákupních středisek, pojišťoven, restaurací a penzionů, čerpací stanice, autoopravny, zdravotní středisko, výjezdové stanoviště záchranky ÚZZS KK, stanice hasičského záchranného sboru, dům s pečovatelskou službou, základní a mateřská škola, základní umělecká škola, střední odborné učiliště, městská knihovna a infocentrum.

## Doprava
Městem prochází významná regionální silnice I/20 a silnice II/207 a II/198. Je zde jedna železniční stanice Toužim na regionální železniční trati Rakovník – Bečov nad Teplou. V Přílezích se nachází vnitrostátní sportovní letiště.
V roce 2015 pravidelnou veřejnou osobní dopravu zajišťovalo 15 autobusových linek sedmi dopravců: ČSAD autobusy Plzeň, Autobusy Karlovy Vary, VV Autobusy, LIGNETA autobusy, AD Ligneta regionalbus (pouze jeden spoj ročně), Dopravní podnik Karlovy Vary, ČSAD Jindřichův Hradec, železniční osobní dopravu pak České dráhy.

## Pamětihodnosti

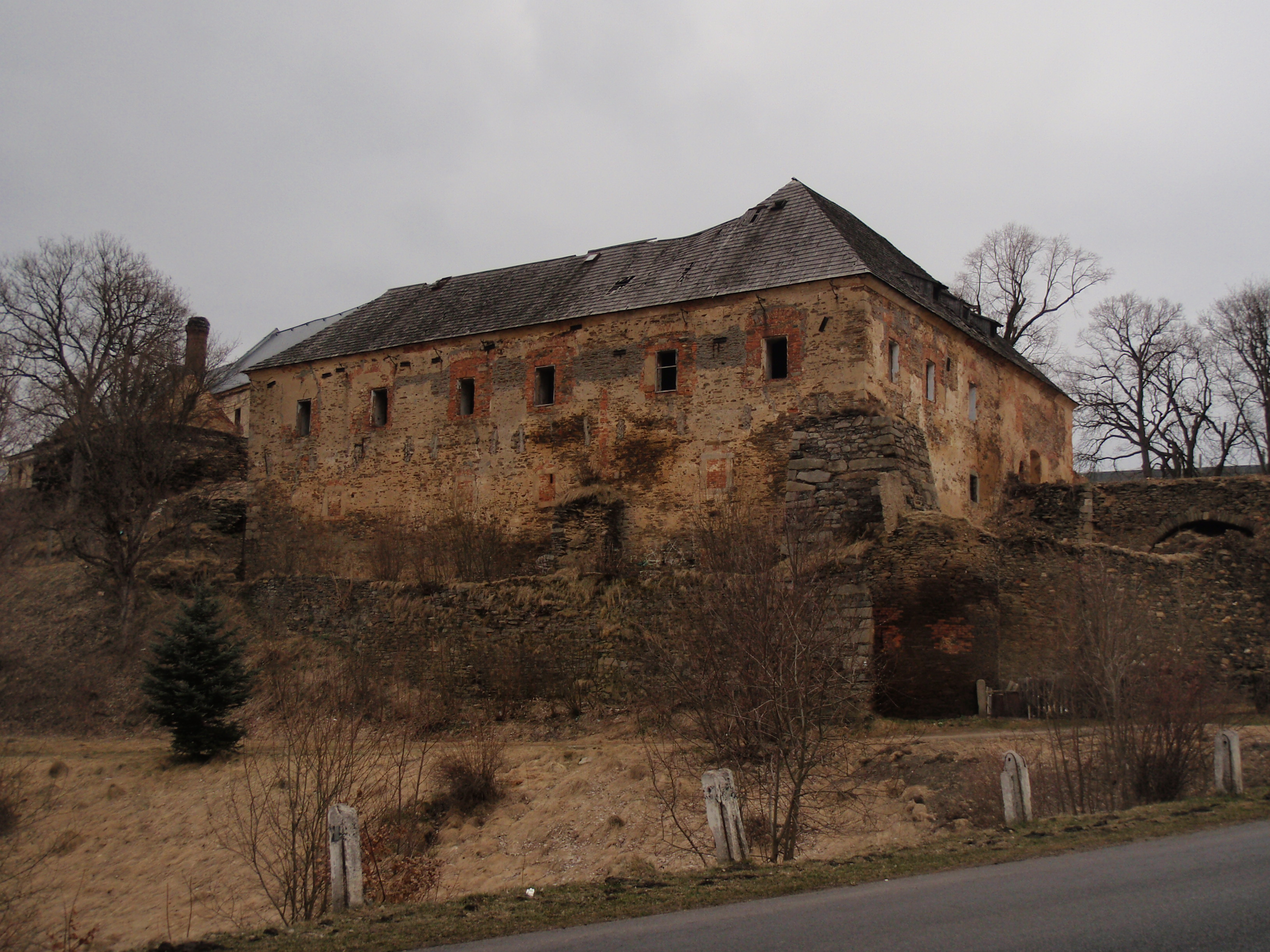
Toužimský zámek

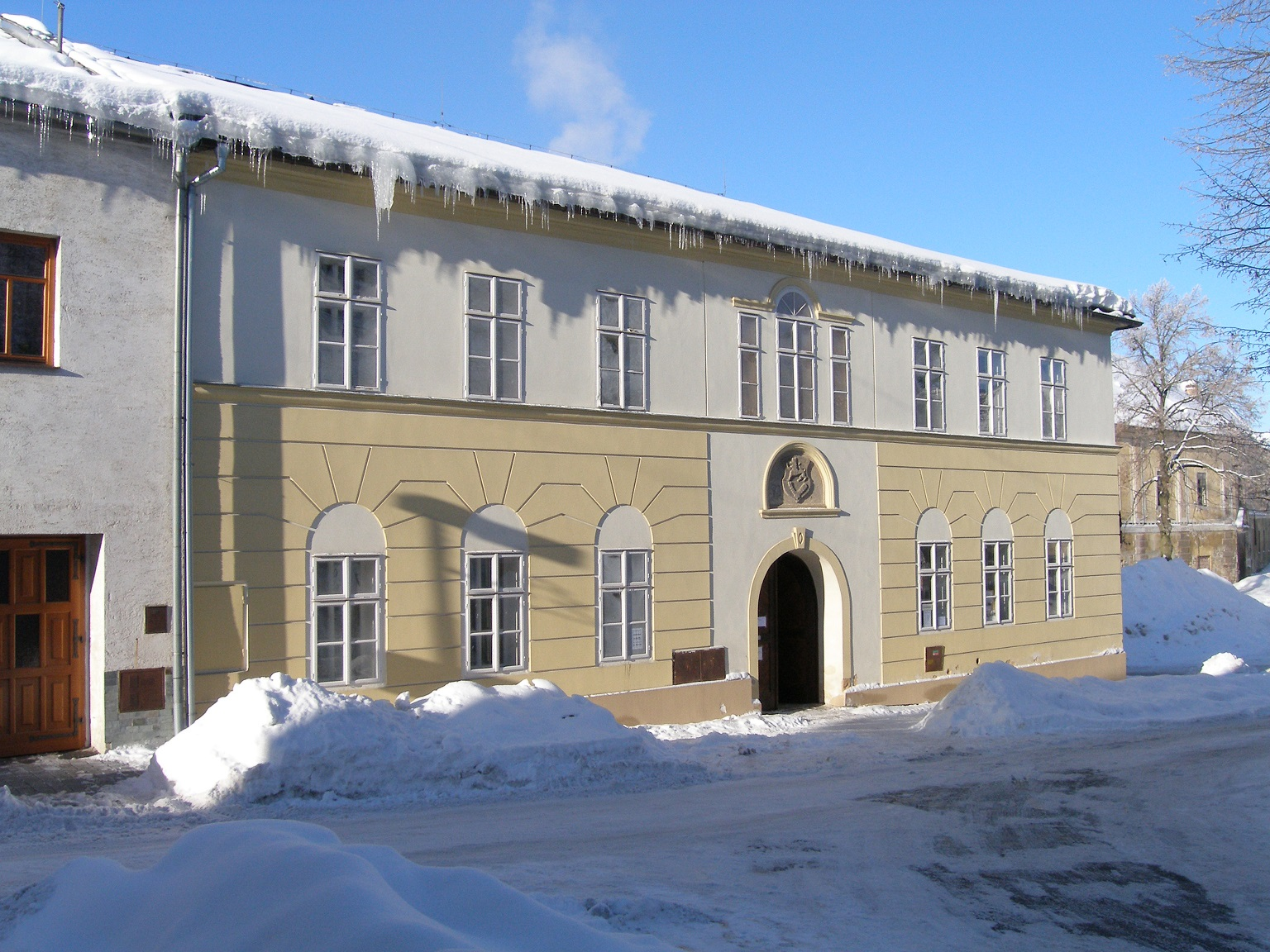
Radnice

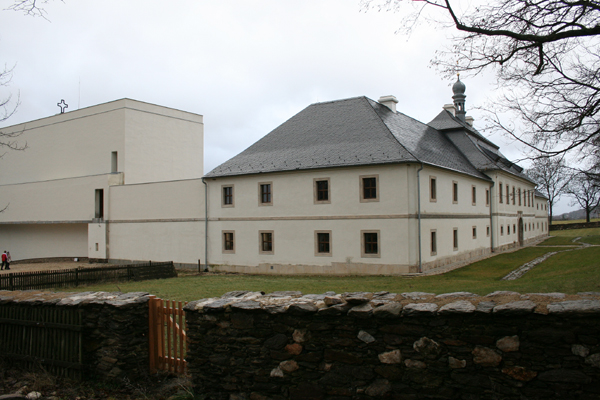
Klášter Nový Dvůr

Historická zástavba města Toužimi má status městské památkové zóny. Jde o doklad urbanistického řešení města založeného v období pozdní gotiky na území ČR. Jádrem zóny je středověké založené město vymezené hradbami, s pravidelnou uliční sítí a parcelací, se zajímavým funkčním členěním parcel a zástavby, mnoho domů obsahuje pozdně gotická jádra. Cennou součástí zóny je rozsáhlý areál dnešního zámku a významná je také dochovaná vazba volné krajiny na historické sídlo.
- Areál zámku (Horní a Dolní zámek s pivovarem, hrázděný objekt hospodářského dvora, kočárovna, kaple sv. Kříže) – pozůstatek původně rozsáhlého komplexu tvořeného Horním a Dolním zámkem, hospodářským dvorem, pivovarem a parkem s letohrádkem. Horní zámek obsahuje zbytky proboštství a gotického hradu, rozšířené mohutným pozdně gotickým palácem, upravovaným v 16. až 18. století (nástěnné malby), do dnešní podoby degradoval na počátku 19. století. Dolní zámek vznikl renesanční přestavbou předhradí kolem roku 1544, do dnešní podoby upraven na konci 18. století, dochování dřevěné malované stropy z roku 1653. Severně zámku je barokní pivovar z poloviny 18. století, při něm renesanční kašna a barokní kaplička sv. Kříže. V Karlovarské ulici při zámku najdeme pozůstatky Dolní městské brány zbořené v roce 1848
- Areál farního kostela Narození Panny Marie – původně pozdně gotický jednolodní kostel z doby po roce 1488 s boční kaplí z roku 1699 byl v letech 1738-42 barokně přestavěn a rozšířen o patrovou sakristii s panskou oratoří stavitelem Johannem Schmiedem, v roce 1752 pak rozšířen o druhou boční kapli a v letech 1774-78 barokně upraven. Do dnešní podoby byl obnoven po požáru v roce 1872. V interiéru barokní nástěnné malby iluzivních oltářů J. J. Kramolína. V areálu kostela barokní kaple Olivetské hory a bývalé školy čp. 8
- fara čp. 64/65
- bývalá městská radnice čp. 35 – historická radnice s městským znakem nad vchodem je stavba pozdně gotického založení, upravovaná v 16.-19. stol. po požárech, s unikátním zbytkem bednění klenby ve sklepě. V minulosti byl součástí radnice i sousední dům čp. 98 s klenutou síní.
- děkanství čp. 19 – barokní novostavba z let 1738–1742
- Steinbachův dům čp. 51 – pozůstatek barokní rezidence sasko-lauenburského vrchnostenského úředníka Antonína Steinbacha se starším pozdně gotickým jádrem
- mariánský (morový) sloup a městská kašna na náměstí Jiřího z Poděbrad
- opevnění města
- kaple sv. Anny
- městský dům čp. 43 s renesančním portálem
- můstek pod zámkem
- gotické a renesanční podzemí jádra města
- měšťanské domy čp. 53, 56/57, 58, 98
- předměstský dům čp. 115
- skladiště čp. 328
- bývalá měšťanská škola čp. 330
- Cisterciácké (trapistické) Opatství Matky Boží v Novém Dvoře u Dobré Vody

## Volný čas, kultura, sport, události

### Kultura
- Kulturní dům Sokolovna – vyhlášený západočeský hudební rockový stánek pořádá četné velmi kvalitní hudební produkce
- Základní umělecká škola – dechový orchestr
- Městské informační středisko a knihovna
- Děkanský farní kostel Narození Panny Marie – pravidelné bohoslužby římskokatolické církve

### Sport
- Aeroklub Toužim – sportovní letiště v Přílezích u Toužimi poskytuje možnosti pro motorové i bezmotorové sportovní létání včetně výcviku pilotů.
- Městský sportovní areál – poskytuje dobré možnosti sportovního vyžití na volných plochách i v kryté sportovní hale včetně ubytování a občerstvení.
- Veřejné přírodní koupaliště
- Cykloturistika a turistika – již existující značené turistické trasy a nově připravované regionální cyklotrasy jsou ideální příležitostí poznat dosud turisticky neznámé a nepoznané končiny s krásnou přírodou a pozoruhodným kulturně historickým bohatstvím.
- Skokovská stezka – poutní trasa z kláštera v Teplé k poutnímu obrazu "Panenky Skákavé" ve Skocích u Žlutic.
- Sportovní rybolov a myslivost- využívá přírodního bohatství četných rybníků a rozsáhlých lesů.

### Události
- Novoroční výšlap na Třebouňák – tradiční novoroční turistické setkání na vrcholu Třebouňského vrchu
- Den města Toužimi – kulturně společenská akce k založení města (nejbližší víkend k 8. červenci)
- Radyňská cihla a Olympiáda ve vrhu Hablovkou – turisticko-sportovní akce v Radyni (začátek července)
- Toužimskej puchejř – tradiční turistický pochod Toužimskem (začátek září)
- Toužimská pouť – tradiční kulturně společenská akce s pouťovými atrakcemi a bohatým kulturně společenským programem (nejbližší víkend k 8. září)
- Dny evropského dědictví – Dny otevřených dveří památek, zpřístupnění vybraných památek města a jeho okolí (druhý víkend v září)

## Osobnosti města
- Josef Antonín Sehling (1710–1756), český barokní hudební skladatel
- Johann Zoph (1738–1812), rakouský vojevůdce
- Alois Martin David (1757–1836), česko-německý astronom a vědec
- Johann Wolfgang Richter (cca 1670 – cca 1720), česko-německý malíř
- Pavel Šulc (2000) fotbalista